# Hydrolithon pellire
Hydrolithon pellire Y.M. Chamberlain & R.E. Norris, 1994  é o nome botânico  de uma espécie de algas vermelhas pluricelulares do gênero Hydrolithon, família Corallinaceae, subfamília Mastophoroideae.
- São algas marinhas encontradas na África do Sul.

## Sinonímia
- Não apresenta sinônimos.